# Polinomio caratteristico
In algebra lineare il polinomio caratteristico di una matrice quadrata su un campo è un polinomio definito a partire dalla matrice che ne descrive molte proprietà essenziali.
Il polinomio caratteristico è un oggetto che dipende solo dalla classe di similitudine di una matrice, e pertanto fornisce molte informazioni sulla natura intrinseca delle trasformazioni lineari, caratterizzate attraverso la traccia e il determinante. In particolare, le radici del polinomio sono gli autovalori della trasformazione lineare associata alla matrice. I coefficienti del polinomio sono pertanto detti invarianti della matrice e dell'applicazione ad essa associata.
Il polinomio è anche utilizzato per determinare la forma canonica di luoghi geometrici esprimibili mediante matrici, come coniche e quadriche.

## Definizione
Sia {\displaystyle A} una matrice quadrata a valori in un campo {\displaystyle K}. Il polinomio caratteristico di {\displaystyle A} nella variabile {\displaystyle x} è il polinomio definito nel modo seguente:
{\displaystyle p_{A}(x)=\det(A-xI),}
cioè è il determinante della matrice {\displaystyle A-xI}, ottenuta sommando {\displaystyle A} e {\displaystyle -xI}. Qui {\displaystyle I} denota la matrice identità, avente la stessa dimensione di {\displaystyle A}, e quindi {\displaystyle -xI} è la matrice diagonale avente il valore {\displaystyle -x} su ciascuna delle {\displaystyle n} caselle della diagonale principale.
In particolare, {\displaystyle x} è autovalore di {\displaystyle A} se e solo se è radice del suo polinomio caratteristico.

## Grado e coefficienti del polinomio
Sia {\displaystyle A} una matrice quadrata di ordine {\displaystyle n}. Il polinomio caratteristico di {\displaystyle A} ha grado {\displaystyle n}. Alcuni dei suoi coefficienti sono (a meno di segno) quantità notevoli per la matrice, come la traccia ed il determinante:
{\displaystyle p_{A}(x)=(-1)^{n}x^{n}+(-1)^{n-1}\mathrm {tr} (A)x^{n-1}+\ldots +\det A.}
Il coefficiente di {\displaystyle x^{k}} del polinomio è la somma moltiplicata per {\displaystyle (-1)^{k}} dei {\displaystyle {n \choose k}} determinanti dei minori {\displaystyle (n-k)\times (n-k)} "centrati" sulla diagonale.
Ad esempio, se {\displaystyle A} è una matrice 2 per 2 si ha:
{\displaystyle p_{A}(x)=x^{2}-{\textrm {tr}}(A)x+\det A.}

## Autovalori
Le radici in {\displaystyle K} del polinomio caratteristico sono gli autovalori di {\displaystyle A}.
Questo si dimostra formalmente ponendo {\displaystyle v} autovettore di {\displaystyle A}. Si ha allora {\displaystyle Av=\lambda v}, ed in particolare:
{\displaystyle (A-\lambda I)v=0.}
Si ha quindi che il nucleo dell'applicazione {\displaystyle (A-\lambda I)} è non nullo se {\displaystyle \lambda } è autovalore, e tale condizione è soddisfatta se e solo se:
{\displaystyle \det(A-\lambda I)=0.}
Se {\displaystyle A} è una matrice triangolare (superiore o inferiore) avente i valori {\displaystyle a_{1,1},\ldots ,a_{n,n}} sulla diagonale principale, allora:
{\displaystyle p_{A}(x)=(a_{1,1}-x)\cdots (a_{n,n}-x).}
Quindi il polinomio caratteristico di una matrice triangolare ha {\displaystyle n} radici nel campo, date dai valori nella diagonale principale. In particolare, questo fatto è vero per le matrici diagonali.

## Invarianza per similitudine e diagonalizzabilità
Due matrici simili hanno lo stesso polinomio caratteristico. Infatti, se:
{\displaystyle A=M^{-1}BM}
per qualche matrice invertibile {\displaystyle M}, si ottiene:
{\displaystyle {\begin{aligned}p_{A}(x)&=\det(A-xI)=\det(M^{-1}BM-xI)\\&=\det(M^{-1}BM-xM^{-1}M)=\det(M^{-1}BM-M^{-1}(xI)M)=\det(M^{-1}(B-xI)M)\\&=\det(M^{-1})\det(B-xI)\det M=(\det M)^{-1}p_{B}(x)\det M=p_{B}(x).\end{aligned}}}
In tale catena di uguaglianze si fa uso del fatto che la matrice della forma {\displaystyle xI} commuta con qualsiasi altra e del teorema di Binet (con l'accortezza di averne dimostrato una versione che funziona per matrici a coefficienti nell'anello dei polinomi a coefficienti nel campo).
Poiché due matrici che rappresentano un endomorfismo {\displaystyle T} di uno spazio vettoriale {\displaystyle V} a dimensione finita sono simili, il polinomio caratteristico è una grandezza intrinseca di {\displaystyle T} che riassume molte delle caratteristiche dell'endomorfismo considerato, come traccia, determinante ed autovalori. Come conseguenza di questo fatto si ha che {\displaystyle T} è diagonalizzabile se esiste una base di {\displaystyle V} rispetto alla quale la matrice che rappresenta {\displaystyle T} è diagonale, e gli elementi della diagonale sono gli autovalori. In particolare, la base che diagonalizza {\displaystyle T} è composta da suoi autovettori.
Il teorema di diagonalizzabilità fornisce, inoltre, un criterio necessario e sufficiente che permette di stabilire se un'applicazione lineare è diagonalizzabile. Una matrice quadrata {\displaystyle A} con {\displaystyle n} righe è diagonalizzabile se e solo se valgono entrambi i fatti seguenti:
- La somma delle molteplicità algebriche dei suoi autovalori è {\displaystyle n}, ossia il polinomio caratteristico può essere fattorizzato nel campo attraverso polinomi di primo grado.
- Le molteplicità algebriche e geometriche di ogni autovalore sono coincidenti, ossia la dimensione degli autospazi è uguale alla molteplicità con la quale il relativo autovalore è radice del polinomio caratteristico. Poiché la molteplicità geometrica è sempre minore o uguale di quella algebrica, se l'applicazione ha {\displaystyle n} autovalori distinti nel campo, allora è diagonalizzabile.

## Invarianza per trasposizione
La matrice trasposta {\displaystyle A^{t}} ha lo stesso polinomio caratteristico di {\displaystyle A}. Infatti
{\displaystyle p_{A^{t}}(x)=\det(A^{t}-xI)=\det(A^{t}-xI^{t})=\det((A-xI)^{t})=\det(A-xI)=p_{A}(x).}
Qui si fa uso del fatto che il determinante è invariante per trasposizione.

## Esempi
- Data:

{\displaystyle A={\begin{pmatrix}1&3\\0&4\end{pmatrix}},}
allora:
{\displaystyle A-xI={\begin{pmatrix}1&3\\0&4\end{pmatrix}}-x{\begin{pmatrix}1&0\\0&1\end{pmatrix}}={\begin{pmatrix}1-x&3\\0&4-x\end{pmatrix}}}
e quindi:
{\displaystyle p_{A}(x)=\det(A-xI)=(1-x)(4-x).}
Gli autovalori di {\displaystyle A} sono le radici del polinomio: 4 e 1.
- Data:

{\displaystyle B={\begin{pmatrix}2&\pi &0\\-1&-3&5\\0&4&3\end{pmatrix}}}
in modo analogo si trova:
{\displaystyle p_{B}(x)=-x^{3}+2x^{2}+(29-\pi )x-(58-3\pi ).}